# Записки Мёртвого Человека
Записки Мёртвого Человека (ЗМЧ) — музыкальная рок-группа из Казани, известная во второй половине 1980-х — начале 1990-х годов.

## История
Группа «ЗМЧ» создана Виталием Карцевым и Владимиром Гуськовым в 1986 году в городе Казань. В основу названия группы легли стихи японского поэта мастера дзен Сидо Бунана: «Жить как мертвец». Из книги Судзуки Тантаро «Дзен и фехтование»
Пока живешь,
Будь как мертвец,
Будь совершенно мертвым
И делай все что хочешь.
Все будет хорошо.
В начале своего творчества группа «ЗМЧ» играла в интегральном направлении, объединяя в себе такие стили как пост-панк, элементы хард-рока и психоделики. Итак, формируется первый состав группы:
Виталий Карцев — вокал, гитара,
Владимир Гуськов — лидер гитара,
Виктор Шургин — бас-гитара,
Андрей Аникин — ударные,
Владимир Бурмистров — перкуссия.
Осенью 1986 года на рок-фестивале в Доме Пионеров Советского района г. Казани произошло неожиданное «явление народу» новоиспеченных «Записок Мертвого Человека», чем привело в шок всех местных чиновников. Все казалось бы было под контролем всевидящего ока «органов», а тут на волне «гласности» возникло «нечто» непривычное… На фестивале среди зрителей было много журналистов и телевизионщиков, которые после выступления группы предложили поучаствовать в новой «молодежной» программе под названием «Дуэль»[4] по типу популярной Питерской телевизионной программы «Музыкальный Ринг».
Ведущий программы Шамиль Фаттахов надолго запомнил это «явление народу». Конечно в то время был уже «Поролон» с «Пивной на углу», были «романтичные» «Холи» с «Розой в стакане» и интересный инструментальный арт группы «Акт», своеобразные «Парни из провинции» («ПИП»), группа «Музыкальный журнал» и трудно было чем-то удивить народ. Однако после выхода в эфир программы с участием «ЗМЧ», да ещё с такими ироничными намеками и едким сарказмом с «политическим» подтекстом в песнях, непонятным музыкальным «скрежетом» и нагнетающими тревогу звуками, был нарушен покой некоторых «партийцев», а кого-то бросило в пот.
Безусловно, эта программа произвела резонанс в обществе. «Органы» и комсомол «засуетились» и потребовали срочно сделать вторую часть «Дуэли», чтобы «разобраться» с «возмутителями»… Тучи сгущались.
Однако с новыми Горбачевскими перестроечными веяниями ситуация с давлением ослабевала. Шамиль Фаттахов чудом избежал увольнения, ссылаясь на ту же «гласность».
Последующие выступления «ЗМЧ» в Казани и в округе (г. Зеленодольск) также сопровождались противоречивыми историями и даже с «залитованными» текстами «ставили на уши» местных чиновников и комсомольцев. Шокотерапия продолжалась… Негативные тенденции в адрес группы рассеялись только с распадом СССР. Начиналось другое время, другая волна. Волна капиталистического беспредела…
В команде тоже произошли перемены. В 1987 году в группу вернулся гитарист Александр Гасилов. Виктор Шургин, оставив о себе самые добрые и светлые воспоминания, покинул команду. Место бас-гитариста занял Евгений Гасилов (младший брат Александра). Свежие силы и новые идеи безусловно повысили сыгранность и музыкальный уровень группы, продолжив развивать коллективный дух творческих устремлений первого состава «ЗМЧ».
После очередного концерта пришло свежее понимание ситуации и перспектив группы.
Стало ясно, что для повышения профессионализма и дальнейшего роста, необходимо оптимизировать внутренние ресурсы, так как группа нуждалась в качественных инструментах, записях и новых выступлениях. А у Андрея Аникина на тот момент накопился не малый опыт в проведении тематических программ, организации концертов различных музыкальных коллективов и соответственно масса связей по всей стране.
В итоге Владимир Бурмистров, у которого как оказалось за плечами было музыкальное училище по классу барабанов, занимает место на ударных, а Андрей Аникин становится администратором (арт-директором, звукорежиссёром и т. д.), занимаясь группой, записями, гастролями и пр. Итак, 1987 год приносит группе солидный вид. Появились новые инструменты, записали магнитоальбом. Владимир Бурмистров приглашает своего друга Андрея Баранова на роль звукооператора. Появилась небольшая «армия фанатов». Произошёл первый гастрольный тур по окрестным городам (Киров, Ижевск, Чебоксары).
В 1988 году по «BBC» прозвучала песня «ЗМЧ» «Дети коммунизма». Музыка группы использовалась в таких короткометражных фильмах как:
- «Странник в Булгарах»
- «Афганистан»
- В фильме «Оглянись вперёд» группа снялась в полном составе.[3]

В Москве ЗМЧ исполняли свои композиции не только в «легендарной» Горбушке, но и на сцене стадиона «Олимпийский», а также в одной из программ вместе с "Вежливым отказом " и Инной Желанной в Московском «доме культуры»
Так же группа «ЗМЧ» выступала на фестивалях:
- 1988 Москва «Рок за демократию»
- 1989 Ленинград фестиваль журнала «Аврора»
- 1990 Барнаул «Рок-Азия»
- 1991 Самара «Самый плохой»
- 1991 Тальяти «Автоград» Представляли Казань (вместе с Холи) на Тольяттинском фестивале "Автоград, " где стали первыми лауреатами (при этом участниками этого Поволжского «многоборья» было около 60 групп)

С 1991 по 1994 годы руппа «ЗМЧ» играет в стиле прогрессивного рока объединяя в себе мотивы запада и философию эзотерического востока.
В 1993 г ЗМЧ записали и выпустили виниловую пластинку «Мольба (Пустого сердца)», На самом деле это была первая пластинка выпущенная рок-группой на фирме Мелодия. Питерский продюсер Андрей Троппило непосредственно участвовал в её издании, Песня «Помни о смерти», которую включили в четвёртую сигнальную пластинку фирмы Мелодия тоже была приятным сюрпризом Андрея Аникина.
В 2005 г вышел сборник Казанских групп на СД-«Казанский феномен», где ЗМЧ представлено в 4-х песнях наряду с другими Казанскими командами (Парни из провинции, Поролон, Холи, Андрей Казанский). А в 2007 г вышел сборник ЗМЧ (2-й CD)-«Для живых и мёртвых» где представлены 29 песен и краткая история группы.
В настоящий момент остаётся пока не изданным полное собрание песен (а их около ста) ЗМЧ.

## Дискография
- 1986-87 «Инкубатор дураков»
- 1987-88 «Дети коммунизма»
- 1988-89 «Эксгумация»
- 1989-90 «ЗМЧ в НЛО»
- 1990-91 «Мне страшно»
- 1990-91 «Наука праздновать смерть»
- 1991-92 «Магистр Безмолвия»
- 1992-93 «Мольба (Пустого сердца)»
- 1993-94 «Уходя в вечность»
- 1994-95 «Сказочный герой»

Так же были композиции так и не вошедшие в альбомы.